# اندیس نجم‌آباد (۱)
نجم آباد(۱) یک اندیس فلزی است که در حوالی شهر گناباد استان خراسان قرار دارد و مادهٔ معدنی موجود در آن، سرب و روی است.  